# 阿佐ヶ谷アニメストリート
阿佐ヶ谷アニメストリート（あさがやアニメストリート）とは、東京都杉並区阿佐谷南のJR中央線阿佐ケ谷駅 - 高円寺駅間の高架下に存在したアニメ文化を発信する商業施設である。
JR東日本、アニメ制作会社などが連携して地域の活性化に取り組むプロジェクトの一環として、2014年3月29日に開業した。阿佐ヶ谷アニメストリートには、コスプレ衣装の販売店、アニメソングが流れるカフェ、キャラクターグッズ、フィギュアの販売店などが入っていた。
定期借地契約の終了のため、2019年2月末に閉鎖した。跡地には管理者のジェイアール東日本都市開発により、「子育て世代を応援するコミュニティ空間」をコンセプトとする商業施設・アルーク阿佐ヶ谷が2020年4月1日にオープンしている。